# Arnaud Debron
Pas d'image ? Cliquez ici
Arnaud Jean Debron né le 5 décembre 1953 est un copilote français de rallye automobile et de rallye-raid. 

## Biographie
Arnaud Debron a été copilote de grands noms de pilotage comme Luc Alphand, Thierry Magnaldi, José Maria Servià, Jean-Louis Schlesser ou encore Kenjirō Shinozuka,. En 2014, il fut navigateur sur le rallye Dakar pour le pilote tétraplégique andorran Albert Llovera.

## Palmarès

### Résultats au Paris-Dakar
| Année | Catégorie | Constructeur   | Position           | Victoires d'étape | Pilote               |
| ----- | --------- | -------------- | ------------------ | ----------------- | -------------------- |
| 1999  | Auto      | Mitsubishi     | 16e                | -                 | Luc Alphand          |
| 2000  | Auto      | Schlesser-Ford | Abd.               | -                 | Luc Alphand          |
| 2002  | Auto      | Schlesser-Ford | Abd.               | -                 | Luc Alphand          |
| 2002  | Auto      | Mitsubishi     | 7e                 | -                 | Luc Alphand          |
| 2004  | Auto      | Nissan         | Abd. (8éme étape)  | 1                 | Kenjirō Shinozuka    |
| 2005  | Auto      | Ford           | Abd.               | -                 | José Maria Servià    |
| 2006  | Auto      | Schlesser-Ford | 10e                | 2                 | Thierry Magnaldi     |
| 2007  | Auto      | Schlesser-Ford | 3e                 | 2                 | Jean-Louis Schlesser |
| 2012  | Auto      | Buggy SMG      | 13e                | -                 | Beñat Errandonea     |
| 2013  | Auto      | Buggy SMG      | 18e                | -                 | Beñat Errandonea     |
| 2014  | Auto      | MD Optimus     | Abd. (11éme étape) | -                 | Albert Llovera       |

### Autres
- Baja Aragón 2003 : vainqueur en tant que copilote de Luc Alphand
- Rallye de Tunisie 2007 : vainqueur en tant que copilote de Jean-Louis Schlesser
- Rallye du Maroc 2008 : vainqueur en tant que copilote de Jean-Louis Schlesser
- Africa Eco Race 2009 et 2010 : vainqueur en tant que copilote de Jean-Louis Schlesser[6]
- Rallye des Pharaons 2010 et 2011 : vainqueur en tant que copilote de Jean-Louis Schlesser